# Сентябрь 2009 года

Список событий сентября 2009 года.

## События
- 1 сентября
  - Во многих европейских государствах прошли памятные мероприятия в честь 70-й годовщины начала Второй мировой войны[1].
  - В Евросоюзе запрещён импорт 100-ваттных ламп накаливания, согласно плану по замене ламп накаливания на энергосберегающие лампочки[2].
  - В Ливии началось торжественное празднование 40-летия прихода к власти Муаммара Каддафи[3][4].
  - Безработица в странах еврозоны достигла самой высокой за последние 10 лет отметки в 9,5 %[5].
- 2 сентября
  - Погиб в авиакатастрофе главный министр индийского штата Андхра-Прадеш, один из самых влиятельных представителей правящей партии «Национальный конгресс» Раджасекхар Рэдди[6].
  - Открылся 66-й Венецианский кинофестиваль[7].
  - Приостановлено членство Фиджи в Британском содружестве[8].
  - В Чили выданы ордера на арест 129 бывших сотрудников спецслужб, которые в период правления Аугусто Пиночета принимали участие в подавлении левого движения в стране[9].
  - По итогам президентских выборов новым президентом Вануату была избрана Иолу Абил[10].
  - Землетрясение магнитудой 7,3 произошло недалеко от индонезийского острова Ява, погибло свыше 40 человек[11].
- 3 сентября
  - Около 2 тысяч этнических китайцев участвовали в демонстрации в столице Синьцзян-Уйгурского автономного района Урумчи, причиной её было обострение отношений между ханьцами и уйгурами[12].
  - Победителем президентских выборов в Габоне объявлен Али Бонго, известие о его победе вызвало массовые беспорядки в столице страны Либревиле и в Порт-Жантиле[13].
  - Парламент Ирана одобрил назначение Марзие Вахид Дастжерди на посту министра здравоохранения, она стала первой женщиной-министром за всю историю исламского государства[14].
  - Верховный суд РФ вернул в прокуратуру дело об убийстве обозревателя «Новой газеты» Анны Политковской[15].
  - В Таиланде в результате двух взрывов, устроенных предположительно мусульманскими сепаратистами, пострадали по меньшей мере 14 человек[16].
  - Прошли похороны известного певца Майкла Джексона, его предали земле на территории мемориального парка «Форест Лоун»[17].
- 4 сентября
  - В афганской провинции Кундуз авиация НАТО разбомбила два бензовоза, угнанных талибами. Погибло от 90 до 400 человек[18].
  - Массовое отравление детей в крымском городе Джанкой, в больницы было доставлено не менее 126 человек[19].
- 5 сентября
  - На Охридском озере, находящемся на границе Македонии и Албании, в результате аварии прогулочного судна погибло 15 туристов из Болгарии. Министр транспорта Македонии М. Янакиевский подал в отставку[20].
  - Состоялась встреча министров финансов стран G20, на которой в частности обсуждалась реформа Международного валютного фонда[21].
  - В крупнейших городах Венесуэлы прошли акции протеста против внешней политики президента Уго Чавеса[22].
- 6 сентября
  - В экономической столице Габона — городе Порт-Жантиль, произошли беспорядки вызванные недовольством итогами президентских выборов, погибло три человека[23].
  - В китайском городе Урумчи, снят с поста глава горкома партии, в город введены войска, включая танки, поводом для этого послужили межэтнические столкновения между китайцами и уйгурами[24].
- 7 сентября
  - Правительство Республики Корея выразило жалобу в адрес КНДР в связи со сбросом воды через плотину без предварительного извещения. В результате инцидента пропали без вести 6 южнокорейских туристов[25].
  - Премьер-министр Тайваня Лю Чжаосюань подал в отставку, приняв на себя ответственность за ошибки правительства, которые привели к большому числу жертв во время тайфуна «Моракот»[26]. Новым главой правительства был назначен ответственный секретарь ЦК партии Гоминьдан У Дуньи[27].
  - Самоа стало первой за почти 40 лет страной, где власти изменили направление дорожного движения с правостороннего на левостороннее[28].
  - В Папуа — Новой Гвинее учёные обнаружили в кратере вулкана Босави новый вид гигантских крыс весом до полутора килограмм[29].
- 8 сентября
  - Приведён к присяге четвёртый президент Гвинеи-Бисау Малам Бакай Санья[30].
  - Дипломатический скандал: военный трибунал Демократической Республики Конго приговорил двух граждан Норвегии к смертной казни по обвинениям в убийстве и шпионаже[31].
  - В Грузии произошло мощное землетрясение магнитудой 8, центр землетрясения находился на глубине 10 км в 155 км северо-западнее Тбилиси в Амбролаурском районе региона Рача-Лечхуми[32].
  - Крупнейшие сотовые компании Великобритании Orange UK и T-Mobile UK официально объявили о слиянии[33].
- 9 сентября
  - Ведущие мировые автопроизводители (Kia Motors, Daimler AG, Ford Motor, General Motors/Opel, Honda Motor, объединение Renault SA и Nissan Motor, Toyota Motor и Hyundai Motor) подписали соглашение, цель которого — убедить правительства разных стран и энергетические компании разработать глобальную общедоступную и экономичную инфраструктуру водородных заправочных станций[34].
  - Президент Албании Бамир Топи поручил Сали Берише сформировать новое правительство[35].
  - Президент Мексики Фелипе Кальдерон в целях экономии упразднил три министерства: по туризму, по вопросам аграрной реформы и государственных служб[36].
  - Началось сильное наводнение вызванное проливными дождями в Стамбуле и в турецкой провинции Текирдаг, число жертв превысило 30 человек[37].
  - Демократическая партия Японии достигла договорённости с Социал-демократической партией и Новой Народной партией о создании трёхсторонней коалиции[38].
  - У берегов Сьерра-Леоне недалеко от столицы страны Фритаун произошло крушение судна, были спасены 39 человек, более 200 человек, по всей вероятности, погибли[39].
- 10 сентября
  - С космодрома Танегасима специалистами Японского космического агентства осуществлён пуск ракеты-носителя H-2B с первым японским грузовым транспортным кораблем HTV[40].
  - Женская сборная Германии в седьмой раз и в пятый подряд завоевала золотые медали чемпионата Европы по футболу разгромив в финале команду Англии со счетом 6:2[41].
  - Президент Венесуэлы Уго Чавес объявил на переговорах с президентом России Дмитрием Медведевым, что Венесуэла присоединяется к признанию независимости республик Южной Осетии и Абхазии[42].
  - Открылся Дубайский метрополитен — первый проект скоростного городского общественного транспорта в странах Персидского залива[43].
- 11 сентября
  - Президент России Дмитрий Медведев подписал указ об учреждении Дня программиста в качестве официального профессионального праздника[44].
  - Тайваньский суд признал виновным бывшего президента страны Чэнь Шуйбяня в коррупции и приговорил его к пожизненному заключению[45].
  - Премьер-министр Великобритании Гордон Браун публично извинился за дискриминационное обращение с британским математиком Аланом Тьюрингом[46].
  - Парламент Молдавии принял решение о том, что исполняющим обязанности главы государства становится председатель парламента Михай Гимпу[47].
  - После переговоров между премьер-министрами Словении и Хорватии Борутом Пахором и Ядранкой Косор, представители Словении сообщили, что готовы снять свои возражения против присоединения Хорватии к Европейскому союзу[48].
  - Космический челнок НАСА, Дискавери, приземлился на авиабазе Эдвардс в Калифорнии, США[49].
- 12 сентября
  - У северного побережья Венесуэлы произошло самое сильное за несколько лет землетрясение магнитудой 6,4[50].
  - На венецианском кинофестивале приз «Золотой лев» за лучший фильм достался израильскому режиссёру Самуэлю Маозу, снявшему фильм «Ливан»[51].
  - Европейский союз впервые за 7 лет провёл переговоры с главой Зимбабве[52].
  - Сборная ЮАР по регби в третий раз в истории выиграла престижный «Кубок трёх наций»[53].
- 13 сентября
  - По меньшей мере 19 человек утонуло и 80 пропало без вести в результате крушения парома в реке Конго в Демократической Республике Конго[54].
  - Пожар в наркодиспансере Талдыкоргана (Казахстан). Погибло 38 человек[55].
  - В чемпионате US Open в женском одиночном разряде стала победительницей бельгийская тенниска Ким Клейстерс[56], в мужском одиночном разряде одержал победу аргентинец Хуан Мартин Дель Потро[57].
  - В результате столкновений населения с полицией в угандийской столице, Кампале, погибли свыше 20 человек, арестовано свыше 550[58].
  - Группа британских археологов из Университета Дарема и Университета Шеффилда, в рамках проекта по исследованию неандертальцев обнаружила в пещере в Девоне (Великобритания) зубы и кости животных времён Ледникового периода[59].
- 14 сентября
  - Исполняющим обязанности премьер-министра Молдовы стал Виталий Пырлог[60].
  - На парламентских выборах в Норвегии победила правящая левоцентристская коалиция[61].
  - Китай подал иск против США в ВТО по поводу повышения импортных пошлин на автопокрышки китайского производства[62].
- 15 сентября
  - По меньшей мере 38 человек погибло в результате наводнений на Северной Суматре, Индонезия[63].
  - В центре Либревиля (Габон), произошёл пожар на крупнейшем рынке страны[64].
  - Венесуэла признала независимость Абхазии[65].
  - Глава Федеральной Резервной системы США Бен Бернанке заявил, что американская рецессия «технически закончилась»[66].
  - Авторы официального доклада ООН обвинили израильскую и палестинскую стороны в совершении военных преступлений в ходе конфликта в секторе Газа[67].
  - В Нью-Йорке открылась 64-я сессия Генеральной ассамблеи ООН. Её председателем избран Али Абдель Салам Трейки[68].
- 16 сентября
  - Абхазская православная церковь отделилась от Грузинской православной церкви[69].
  - Нижняя палата парламента Японии утвердила Юкио Хатояму новым премьер-министром страны[70].
  - Жозе Мануэл Баррозу вновь избран председателем Еврокомиссии[71].
  - Всемирная метеорологическая организация сообщила, что озоновая дыра над Антарктидой в 2009 году, будет меньше чем в 2008-м, в целом её размер стабилизировался[72][73].
  - В Кении стартовала программа ООН по расселению одних из самых крупных трущоб в Африке — района Кибера в Найроби[74].
- 17 сентября
  - Правительство Колумбии сообщило, что их страна рассмотрит вопрос о выходе из УНАСУР, если блок не согласится обсуждать вопросы, связанные с незаконным оборотом наркотиков, терроризмом и приобретением оружия[75].
  - Президент США Барак Обама решил отказаться от планов размещения в Чехии и Польше элементов новой системы ПРО[76].
  - Теракт в центре Кабула, Афганистан. Убиты шесть итальянских солдата ИСАФ[77][78].
  - Индонезийская полиция подтвердила смерть самого разыскиваемого преступника Индонезии, Нурдина Топ Мухаммеда, который подозревается в причастности к взрывам отеля «Марриот» в 2003 году и терактам на Бали в 2002 году[79][80][81].
  - Венесуэла и Китай согласовали сделку на 16 млрд долларов в разведке нефти на бассейне Ориноко[82][83].
- 18 сентября
  - Начались масштабные совместные военные учения России и Беларуси «Запад-2009», которые проходили до 29 сентября[84].
  - В Непале прошла массовая демонстрация, главным требованием которой, было восстановление монархии[85].
  - В Чечне впервые прошло празднование Дня Чеченской женщины, учреждённого в память о чеченских девушках, которые предпочли смерть российскому плену[86].
  - 30 человек погибло и около 80 получили ранения в результате взрыва автомобиля на одном из рынков города Кохат на северо-западе Пакистана[87].
- 19 сентября
  - По Северному морскому пути прошли первые западные коммерческие суда[88][89].
  - В Таиланде прошёл ряд многотысячных демонстраций среди сторонников и противников экс-премьер министра страны Таксина Чиннавата, выступления охватили Бангкок и храмовый комплекс Прэахвихеа[90][91].
  - Шесть восточно-африканских государств (Джибути, Эфиопия, Кения, Сомали, Судан и Уганда) обратились в ООН с призывом объявить воздушную и морскую блокаду Сомали, чтобы прекратить поставки вооружений исламистам, которые пытаются свергнуть законное правительство страны[92].
- 20 сентября
  - Сборная Испании стала победителем чемпионата Европы по баскетболу разгромив в финале сборную Сербии[93].
  - В Лос-Анджелесе прошла 61-я ежегодная церемония вручения телепремии «Эмми». Лучшим комедийным телесериалом был признан сериал «30 потрясений», награду за лучший драматический сериал получили «Безумцы»[93].
  - Компания Trafigura, которая осуществила захоронение в районе Абиджана сотен тонн ядовитых нефтяных отходов, согласилась выплатить больше 46 млн долларов компенсации 30 тысячам жителей Кот-д’Ивуар[94].
  - Йеменские войска уничтожили около 150 повстанцев, которые предприняли попытку штурма здания регионального правительства, расположенного в городе Саада[95].
  - В Южном Судане в результате межплеменных столкновений погибло около 100 человек[96].
- 21 сентября
  - В Гондурас вернулся свергнутый президент Мануэль Селайя и выступил с воззванием к своим сторонникам с территории посольства Бразилии, в ответ новое правительство Гондураса ввело комендантский час[97].
  - В королевстве Бутан произошло землетрясение магнитудой 6,3, жертвами которого стали не менее десяти человек[98].
  - Госпитализирован король Таиланда Пхумипон Адульядет[99].
- 22 сентября
  - В Валенсии (Испания) состоялся показательный матч между Анатолием Карповым и Гарри Каспаровым[100].
  - В штаб-квартире ООН в Нью-Йорке открылся саммит по изменению климата[101].
  - Генеральным директором ЮНЕСКО избрана Ирина Бокова. Впервые этот пост занимает женщина, также это первый раз когда директором стал выходец из Восточной Европы[102].
  - Во французском портовом городе Кале прошла полицейская операция по ликвидации поселения нелегальных мигрантов, задержано более 250 человек[103].
  - Французский парламент окончательно одобрил «антипиратский» законопроект[104].
  - Во время авиашоу под Тегераном разбился Ил-76 иранских ВВС. Погибло 7 человек[105].
- 23 сентября
  - В Нью-Йорке в рамках 64-й сессии Генеральной ассамблеи ООН открылась общеполитическая дискуссия[106].
  - На восточное побережье Австралии обрушилась самая мощная за последние 70 лет пылевая буря[107][108] (на фото).Пылевая буря в Австралии (2009 год)
  - Ушёл в отставку премьер-министр Нигера Сейни Умару. Исполнять обязанности главы правительства до выборов в октябре будет министр внутренних дел Альбейд Абуба[109].
- 24 сентября
  - Российский предприниматель Михаил Прохоров купил баскетбольный клуб «Нью-Джерси Нетс»[110].
  - Объявлено об успешном окончании широкого американо-таиландского исследования в ходе которого разработана экспериментальная вакцина от СПИДа, снижающая уровень заражения ВИЧ на 31,2 процента[111].
  - В американском Питтсбурге открылся саммит G20[112].
  - В Британии обнаружен самый ценный клад англосаксонских времён из 1500 предметов, созданных приблизительно в VII-м веке[113].
  - Из музея Брюсселя была украдена картина Рене Магритта «Олимпия», стоимостью 3 миллиона евро[114].
- 25 сентября
  - Американский президент Барак Обама обвинил Иран в попытке скрыть существование второго предприятия по обогащению урана, обвинения поддержали премьер-министр Великобритании Гордон Браун и президент Франции Николя Саркози[115].
  - Парламент Молдовы утвердил новое правительство во главе с Владом Филатом[116].
  - 12 человек погибли в Северном Вазиристане (Пакистан) в результате ракетной атаки с американского беспилотного летательного аппарата[117].
  - Германия окончательно ратифицировала Лиссабонское соглашение[118].
  - В окружном суде Иерусалима начался судебный процесс по делу бывшего премьер-министра Израиля Эхуда Ольмерта, обвиняемого в финансовых преступлениях[119].
  - В ангольской провинции Уамбо в результате крушения пассажирского автобуса погибло 28 и ранено 57 человек[120].
- 26 сентября
  - В Цюрихе арестован кинорежиссёр Роман Полански по делу 30-летней давности[121].
  - На венесуэльском острове Маргарита открылся 2-й саммит южноамериканских и африканских стран[122].
  - Власти Колумбии обнаружили массовые захоронения времён гражданской войны[123].
  - Представители более 100 стран собрались в штаб-квартире ООН в Нью-Йорке, чтобы обсудить меры по усилению продовольственной безопасности[124].
- 27 сентября
  - В Германии прошли выборы в бундестаг, победу в них одержал союз партий ХДС/ХСС во главе с Ангелой Меркель[125].
  - На парламентских выборах в Португалии победила правящая Социалистическая партия[126].
  - В результате последствий тропического шторма «Кетсана» (англ. Tropical Storm Ketsana (2009)) на Филиппинах произошло самое крупное за последние 20 лет наводнение. Погибло 240 человек[127][128].
- 28 сентября
  - Иран испытал ракеты среднего радиуса действия класса «земля-земля» — «Шахаб-1» и «Шахаб-2»[129]. Успешно испытана также твердотопливная двухступенчатая ракета «Саджиль-3»[130].
  - Национальное собрание Южной Кореи утвердило Чхон Он Чхана на посту нового премьер-министра[131].
  - Новым председателем Либерально-демократической партии Японии избран Садакадзу Танигаки[132].
  - Правительство Гондураса на 45 дней приостановило действие конституционных гарантий для населения страны[133].
  - 157 человек убиты во время разгона митинга оппозиции в столице Гвинеи Конакри[134].
- 29 сентября
  - 85 человек погибло на архипелаге Самоа в результате цунами, вызванного землетрясением магнитудой от 7,9 до 8,3 по шкале Рихтера, произошедшим в южной части Тихого океана[135].
  - Новым Генеральным секретарём Совета Европы избран Турбьёрн Ягланд[136].
  - Биологами университета Аделаиды сделан доклад о новых 850 видах слепых живых существ обнаруженных ими в австралийских пещерах[137].
- 30 сентября
  - В результате землетрясения магнитудой 6,2 на Суматре погибло 770 человек, повреждено более 75 % зданий города Паданг[138][139].
  - C космодрома Байконур к МКС стартовал космический корабль «Союз ТМА-16» с седьмым космическим туристом Ги Лалиберте на борту[140].
  - В индийском штате Керала затонул паром с туристами, в результате погибли, как минимум, 30 человек[141].
  - Опубликован доклад международной комиссии под руководством Хайди Тальявини по расследованию обстоятельств войны в Грузии[142].